# Barathrodemus manatinus
Barathrodemus manatinus is een straalvinnige vissensoort uit de familie van naaldvissen (Ophidiidae). De wetenschappelijke naam van de soort is voor het eerst geldig gepubliceerd in 1883 door Goode & Bean.